# Estádio Sir Hubert Murray
O Estádio Sir Hubert Murray é uma arena multiesportiva localizada em Porto Moresby, a capital de Papua-Nova Guiné. O estádio foi inaugurado em 1969 por ocasião dos Jogos do Pacífico, construído em uma terreno onde anteriormente existiam mangues. As cerimônias de abertura e encerramento dos Jogos do Pacífico de 1969 bem como as disputas de atletismo foram realizadas no estádio, que recebeu o nome de Sir Hubert Murray em homenagem a um antigo governador da Papua.
Com o final dos Jogos o estádio que possuía capacidade para 15.000 espectadores passou a ser usado como sede de jogos de futebol e eventos de atletismo. Em 2003 uma série de investimentos públicos e privados passou a ocorrer na área do estádio e no estádio inclusive e expandiu a capacidade para 25.000 pessoas.
Porto Moresby foi designada como sede dos Jogos do Pacífico de 2015 e o estádio Sir Hubert Murray como umas das sedes das várias modalidade esportivas do evento.

## Jogos do Pacífico de 2015
O estádio serviu como palco de abertura dos Jogos do Pacífico de 2015, além de receber eventos do futebol e do atletismo. No futebol ficou marcada a histórica vitória da Seleção do Taiti sobre a Micronésia no jogo abertura da competição, pelo placar de 30 a 0.